# Rosamund Kwan

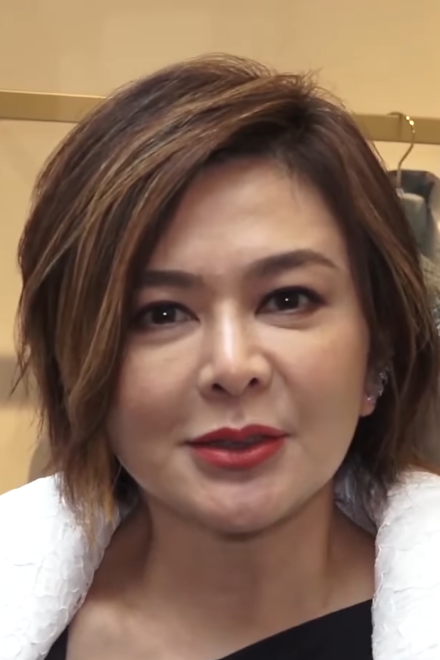
Rosamund Kwan –
關之琳, 2018

Rosamund Kwan (chinesisch 關之琳 / 关之琳, Pinyin Guān Zhīlín, Jyutping Gwaan4 Zi1lam4, kantonesisch Kwan Chi-Lam; * 24. September 1962 als Kwan Kar-Wai 關家慧 / 关家慧,  Guān Jiāhuì, Jyutping Gwaan4 Gaa1wai6; in Hongkong) ist eine chinesische Schauspielerin.

## Leben
Kwan wurde in der britischen Kronkolonie Hongkong geboren. Ihr Vater, der Shaw-Brothers-Star Kwan Shan, kam aus Shenyang und hatte Mandschurische Vorfahren. Ihre Mutter, Cheung Bing Sai (張冰茜), kam aus Shanghai und arbeitete ebenfalls als Schauspielerin. Kwan hat einen Bruder und ging als Kind in die Grundschule der Hongkonger Maryknoll Convent School in Kowloon.

## Karriere
Rosamund Kwan spielte in Powerman 2 zusammen mit den Actionstars Jackie Chan, Sammo Hung und Yuen Biao und dann wieder mit Jackie Chan in Der rechte Arm der Götter sowie in Projekt B. Mit Jet Li spielte sie in den Filmen China Swordsman, Jet Li: Die Schrift des Todes und in der Serie Once Upon a Time in China.
Obwohl Kwan international durch ihre Rollen in Action-Filmen bekannt wurde, hatte sie ihre meisten Auftritte in Filmdramen. Zu ihren bekannten dramatischen Rollen gehören solche in Filmen mit dem Schauspieler Andy Lau, darunter The Wesley’s Mysterious Files und Casino Raiders. Mit Lau nahm sie auch das Musik-Album Love Forever auf.
2007 gab sie die Beendigung ihrer Karriere bekannt, nachdem sie 2005 ihre vorerst letzte Filmrolle hatte. 2008 heiratete sie dann den taiwanischen Milliardär Chen Tai Ming. Da die Hochzeit geheim gehalten wurde, wussten bis 2010 nur ihre engsten Freunde davon. 2015 trennte das Paar sich wieder nach sieben gemeinsamen Jahren.

## Filmografie (Auswahl)
- 1986: Shanghai Police – Die wüsteste Truppe der Welt (富貴列車)
- 1986: Der rechte Arm der Götter (龍兄虎弟)
- 1987: Projekt B / Projekt A II (A計劃續集)
- 1990: Full Contact / Tiger Cage 2 (洗黑錢)
- 1991: Once Upon a Time in China / Wong Fei-Hung (黃飛鴻)
- 1992: China Swordsman / Swordsman 2 (笑傲江湖II東方不敗)
- 1992: Last Hero – Once Upon a Time in China II / Wong Fei-Hung II (黃飛鴻之二男兒當自強)
- 1993: The Assassin – Töten ist sein Gesetz / The Assassin (刺客新傳之殺人者唐斬)
- 1993: Once Upon a Chinese Fighter / Once Upon in China III (黃飛鴻之三獅王爭霸)
- 1996: Cover Hard 3 / The Adventurers (大冒險家)
- 1996: Jet Li: Die Schrift des Todes (冒險王)
- 1997: Once Upon a Time in China and America (黃飛鴻之西域雄獅)
- 2001: Big Shot's Funeral (大腕)
- 2002: Mighty Baby (絕世好B)
- 2005: Hands in the Hair (做頭)

Quelle: Hong Kong Movie Database